# SBS Plus
SBS Plus è un canale televisivo via cavo sudcoreano, proprietà di SBS Medianet, una divisione di Seoul Broadcasting System. È stato lanciato il 21 febbraio 2002.